# Augustinô Thôi Thái
Augustinô Thôi Thái (sinh 1950, tiếng Trung:崔泰, tiếng Anh:Cui Tai) là một giám mục người Trung Quốc của Giáo hội Công giáo Rôma. Ông hiện đảm nhiệm chức Giám mục Phó Giáo phận Tuyên Hóa.
Giám mục Thôi sinh năm 1950, thụ phong linh mục năm 40 tuổi (1990). Tòa Thánh bổ nhiệm linh mục Thôi làm Giám mục phó Giáo phận Tuyên Hóa. Ông được tấn phong vào ngày 7 tháng 4 năm 2013, sau đó bị chính quyền Trung Quốc bắt đi tháng 8 năm 2014. Hiện đang có các chiến dịch từ Hồng Kông đứng đầu bởi Hồng y Giuse Trần Nhật Quân yêu cầu chính quyền Trung Quốc trả tự do cho ông.